# 雑太城
雑太城（さわだじょう）は、佐渡国雑太郡（現在の新潟県佐渡市佐和田大字竹田字内新川）にあった日本の城（平山城）。別名は檀風城・新川城。中世に佐渡を支配した本間氏の居城であった。跡地は妙宣寺となっている。

## 概要
新川の城山（50m）から山麓（比高5mほどの微高地）にかけて縄張りがされた平山城である。鎌倉時代から南北朝時代にかけて大佛氏の支配下にあったが、室町時代には守護代の本間氏が自立して戦国大名に成長した。同氏と越後の上杉氏は、謙信の時代には緩やかな従属関係を結んでいたが、次代の景勝は佐渡に侵攻して本間氏を排除した。
江戸時代に佐渡全域が幕府直轄領となると、本間氏や上杉氏が築いた建物は一国一城令で破却された。

## 遺構・復元施設
- 「檀風城址之碑」歌碑 - 日野資朝の「秋たけし 檀の梢吹く風に 雑太の里は 紅葉しにけり」の歌碑。
- 本丸跡の石垣 - 石垣の前に「雑太城跡」説明版。二層の寺門が残る。
- 土塁・空掘

### 周辺施設・関連資料ほか
- 妙宣寺の五重塔 - 新潟県唯一の重要文化財。
- 新川城絵図 - 『新潟県中世城館等分布調査報告書』。
- 下国府遺跡 - 檀風城の北東500ｍほどの位置で発掘された平安時代前期の遺跡。上国府（佐渡府内）に付随した施設。